# Lymantria dictyodigma
Lymantria dictyodigma är en fjärilsart som beskrevs av Collenette 1930. Lymantria dictyodigma ingår i släktet Lymantria och familjen tofsspinnare. Inga underarter finns listade i Catalogue of Life.